# Хуши
Хуши (на румънски: Huși, [huʃʲ]) е град в Румъния. 
Населението му е 26 266 жители (2011 г.). Намира се в часова зона UTC+2. МПС кодът му е VS. Основан е през 1487 г.
В края на Първата световна война в Хуши са държани цивилни военопленици от български произход, отвлечени при отстъплението на румънските войски от Добруджа.

## Забележителности
- Катедралата „Св. св. Петър и Павел“

## Личности
Родени в Хуши
- Корнелиу Кодряну (1899 – 1938), румънски активист